# Джон Дезмънд Бернал
Джон Дезмънд Бернал (на английски: John Desmond Bernal) е ирландски учен и обществен деец, член на лондонското Кралско дружество от 1937 г., на БАН от 1958 г., на Академията на науките на Полша от 1954 г., на Унгария от 1954 г., на СССР от 1958, на Румъния от 1954 г. и др. От 1938 г. е професор в Лондонския университет. Работи в областта на физиката, рентгеновата кристалография и биохимията. В трудовете си по наукознание и история на науката стои на диалектико-материалистически позиции. От 1959 до 1965 г. е председател на Световния съвет на мира. Носител е на Сталинска награда за мир през 1953 г.